# Rotino
Rotino (en macédonien Ротино) est un village du sud-est de la Macédoine du Nord, situé dans la municipalité de Bitola. Le village comptait 113 habitants en 2002.

## Démographie
Lors du recensement de 2002, le village comptait :
- Macédoniens : 113